# Студенец (Горецкий район)
Студене́ц (бел. Студзянец) — деревня в составе Коптевского сельсовета Горецкого района Могилёвской области Республики Беларусь.

## География
Река Реместлянка

## Население
- 1999 год — 112 человек
- 2010 год — 31 человек